# Pomnik Dwóch Cesarzy w Katowicach
Pomnik Dwóch Cesarzy w Katowicach (niem. Zwei-Kaiser-Denkmal) – pomnik na placu Wolności w Katowicach, istniejący w latach 1898–1920. Przedstawiał on dwóch cesarzy niemieckich Wilhelma I i Fryderyka III, a został on zaprojektowany przez Felixa Görlinga.

## Historia

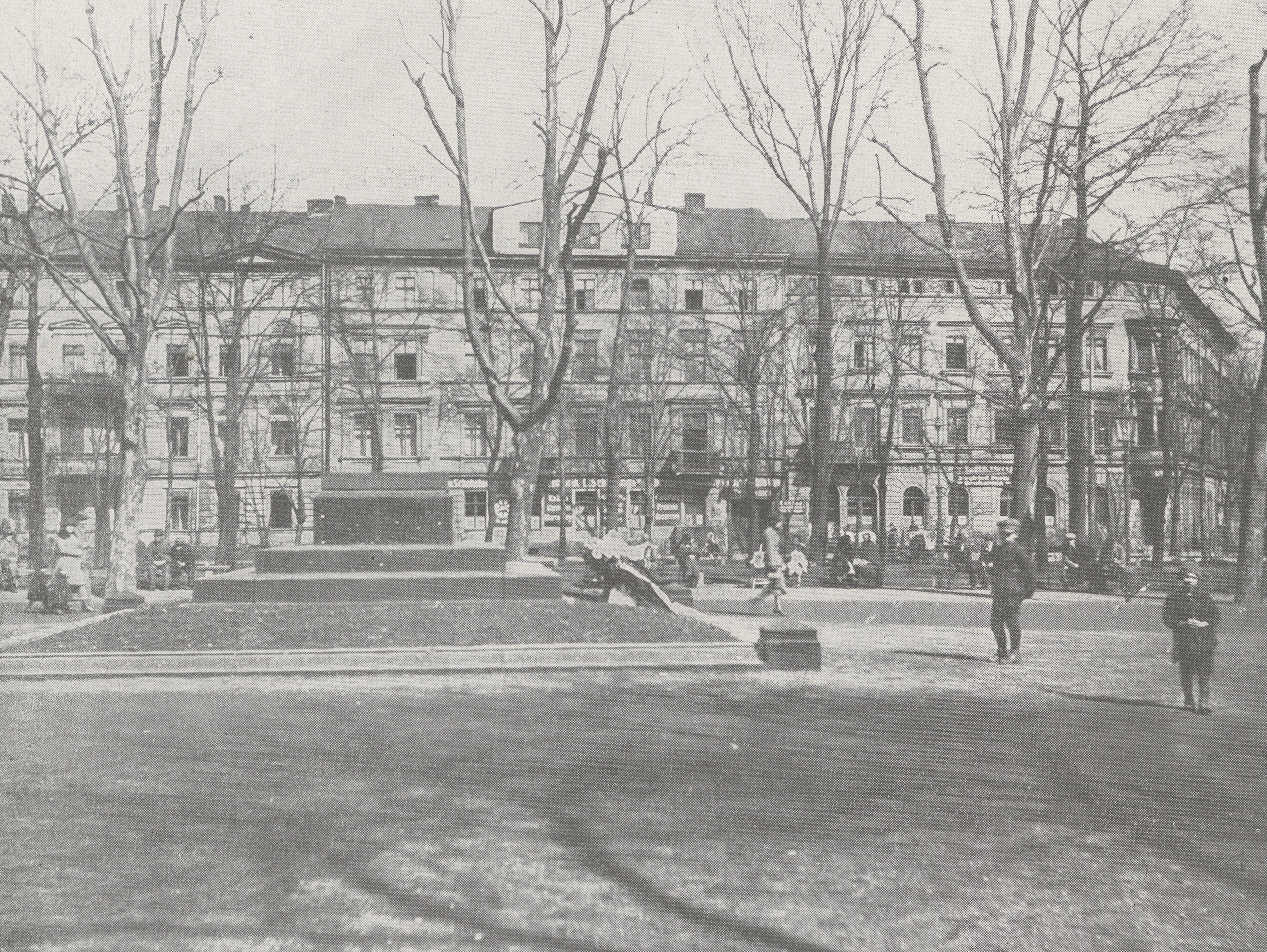
Fragment placu Wolności w 1925 roku; po lewej Grób Nieznanego Powstańca Śląskiego powstały w miejscu pomnika Dwóch Cesarzy

Prawdopodobnie głównym czynnikiem sprawczym inicjatywy budowy pomnika poświęconego dwóm cesarzom niemieckim Wilhelma I i Fryderyka III były ambicje ówczesnych władz Katowic i burmistrza miasta Augusta Schneidera, by stworzyć z Katowic znaczący bastion niemieckiej państwowości i kultury we wschodniej części Cesarstwa Niemieckiego. Pierwsza urzędowa wzmianka o pomyśle budowie pomnika Dwóch Cesarzy pochodzi ze sprawozdania magistratu miasta Katowice za okres 1 kwietnia 1890 – 31 marca 1897 roku. Pomnik został oficjalnie odsłonięty 18 października 1898 roku przez prezydenta rejencji opolskiej – Friedricha von Moltke. 
Pomnik stał się dopełnieniem kompozycyjnym Wilhelmsplatz (późniejszy plac Wolności), który zaczęto zabudowywać w latach 70. XIX wieku. Koszt budowy pomnika wyniósł około 36 tys. marek, z czego większość funduszy przekazało miasto Katowice.
Pomnik został wysadzony 13 grudnia 1920 roku, a eksplozja była odczuwalna w budynkach przylegających do placu oraz na sąsiednich ulicach. Wszczęto śledztwo, a także wyznaczono nagrodę pieniężną za wskazanie sprawców. Wojciech Janota przypuszcza, że za zniszczenie pomnika mogą stać synowie Teofila Patalonga – komendanta Polskiej Organizacji Wojskowej w Załęskiej Hałdzie. Bracia Patalongowie wraz z braćmi Schwedt zostali zatrzymani przez policję, lecz nie udowodniono im żadnych powiązań z wydarzeniami z 13 grudnia. Sprawcy ostatecznie pozostali nieznani, a śledztwo niczego nie wyjaśniło.
Po podziale Górnego Śląska cokół po zniszczonym pomniku przekształcono w pomnik – grób Nieznanego Powstańca Śląskiego. Został on odsłonięty w towarzystwie prezydenta Polski Stanisława Wojciechowskiego oraz dyktatora III powstania śląskiego Wojciecha Korfantego 17 czerwca 1923 roku. Grób został zniszczony przez Niemców 4 września 1939 roku, a po II wojnie światowej stanął w jego miejscu pomnik Wdzięczności Żołnierzom Armii Radzieckiej.

## Charakterystyka
Pomnik Dwóch Cesarzy w Katowicach znajdował się w środkowej części obecnego placu Wolności, w granicach dzielnicy Śródmieście. 
Przedstawiał dwóch cesarzy niemieckich: Wilhelma I i jego syna Fryderyka III. Rzeźba została wykonana ze spiżu i była ustawiona na cokole z czerwonego granitu opatrzonym inskrypcją: Dem ruhmreichen Andenken unserer Kaiser Wilhelm I Friedrich III in Dankbarkeit (pol. Sławnej pamięci naszym cesarzom Wilhelma I i Fryderyka III z wdzięcznością). Na bokach cokołu usytuowano dwa reliefy w kształcie medalionów, na których zamieszczono podobizny dwóch cesarzy.
Rzeźba została wykonana przez odlewnię brązów Aktien-Gesellschaft Gladenbeck w Friedrichshagen według projektu przyrządzonego przez Felixa Görlinga. Cokół z czerwonego granitu wraz z ogrodzeniem z labradoru został natomiast wykonany przez firmę Louisa Rosenthala z Bytomia.